# Claude-Henri Belgrand de Vaubois
Claude-Henri Belgrand de Vaubois (1 de octubre de 1748, Ville-sous-la-Ferté, Aube – 5 de noviembre de 1839) fue un general francés durante las Guerras revolucionarias francesas y las Guerras napoleónicas. El 20 de agosto de 1808 fue nombrado Conde de Belgrand de Vaubois. Más tarde, su nombre sería inscrito en el Arco de Triunfo (Arco de Kléber) de París.

## Biografía
Vaubois nació a Clairvaux (ahora parte de Ville-sueldos-la-Ferté, Aube). En 1765 fue nombrado lugarteniente de artillería en el Regimiento de Metz. En 1789 fue ascendido a Capitán Comandante de Artillería. En 1791 aconteció teniente coronel de voluntarios. Durante su servicio al Ejército del Alpes, fue promovido a general de brigada el septiembre de 1793 y a general de división en 1796. Después de nombrarlo Napoleón Bonaparte, General del ejército de Italia, dirigió sus tropas en la captura de Livorno. Al mando de una división en la campaña de Bassano, participó en la victoria de la Batalla de Rovereto el 4 de septiembre.
El 24 de noviembre de 1796, Bonaparte escribió de él: "Vaubois es un hombre valiente. Tiene las calificaciones apropiadas para el mando de un lugar asediado pero no como comandante de una división de un ejército muy activo o en una guerra enérgicamente conducida." Los acontecimientos de 1798-1800 probarían si había sido la elección correcta para mandar un lugar sitiado.

## Belgrand de Vaubois en Malta
El 19 de junio de 1798 (siete días después de la rendición) Napoleón Bonaparte lo nombró comandante de las islas de Malta y Gozo y lo dejó al cabo de una fuerza militar de 3.053 soldados. Debido a la introducción de las reformas revolucionarias y la demolición de las iglesias maltesas, la isla de Gozo se separó el 2 de septiembre del mismo año. El 18 de septiembre, la escuadra portuguesa empezó el asedio de Malta, hasta que el 12 de octubre llegaron los británicos. El 28 de octubre, el comandante francés de Gozo rindió toda la guarnición (un total de 217 hombres). Al cabo de dos años del inicio del asedio, el 4 de septiembre de 1800, cuando la guarnición francesa de Malta había acabado todos sus suministros (incluidos todos los animales), Vaubois se rindió; de acuerdo con las disposiciones de la capitulación, toda la guarnición francesa fue transportada en Marsella, incluyendo todo el armamento y el botín militar.

## Después de Malta
Mientras el asedio continuaba, Vaubois era nombrado senador el 27 de julio de 1800. Fue nombrado Gran Oficial de la Legión de Honor en 1804 y Conde del Imperio en 1808. En 1809 dirigió una división de la Guardia Nacional. Nombrado Caballero de St. Louis en 1814. Durante los Gobierno de los cien días de 1815, Vaubois no se unió a Napoleón. Murió en 1839.